# Michail Semënovič Chozin
Michail Semënovič Chozin (Skačicha, 22 ottobre 1896 – Mosca, 27 febbraio 1979) è stato un generale sovietico.

## Biografia
Nato nel Governatorato di Tambov, Chozin fu comandante del Fronte di Leningrado dall'ottobre del 1941 al giugno del 1942, quando fu rimpiazzato al comando da Leonid Govorov per aver fallito nell'aiutare la 2ª armata d'assalto.
Georgij Žukov portò con sé Chozin e Ivan Fedjuninskij quando assunse il comando del fronte di Leningrado nel settembre del 1941. Chozin assunse il ruolo di capo dello stato maggiore fino alla partenza di Žukov ad ottobre, quando in seguito prese il comando dell'intero fronte.